# Muscle fléchisseur
Les muscles fléchisseurs sont des muscles qui permettent de fléchir certaines parties du corps comme le bras ou la jambe chez l'homme, contrairement aux muscles extenseurs.

## Fonctionnement
Lorsqu'il est activé, le muscle fléchisseur conduit à une flexion, c'est-à-dire un mouvement rapprochant les deux segments d'un membre. Par exemple, le biceps est un muscle fléchisseur qui provoque le rapprochement de l'avant-bras vers le bras. Ainsi, lors de la flexion, le biceps se contracte, se raccourcissant en se bombant et se durcit. En même temps, le triceps, muscle postérieur du bras (un muscle extenseur), est relâché. À l'inverse, lors de l'extension, le biceps se décontracte et le triceps se contracte.
Biceps et triceps sont donc deux muscles opposés ou antagonistes, le premier étant fléchisseur et le second extenseur. La coordination de ces deux types de muscles permet le mouvement, qu'il s'agisse d'une extension ou d'une flexion. Chaque muscle possède ainsi un muscle antagoniste qui agit dans le sens opposé. Pour que le muscle fléchisseur fléchisse, son antagoniste extenseur doit le laisser faire, sinon il n'y a pas de mouvements.

## Muscles fléchisseurs des membres supérieurs

### Le bras
Le bras est divisé en deux loges, antérieure et postérieure. La loge antérieure contient les muscles fléchisseurs du coude. Ces muscles sont : 
- le biceps brachial,
- le brachial,
- le brachio-radial.

## Muscles fléchisseurs des membres inférieurs

### La cuisse

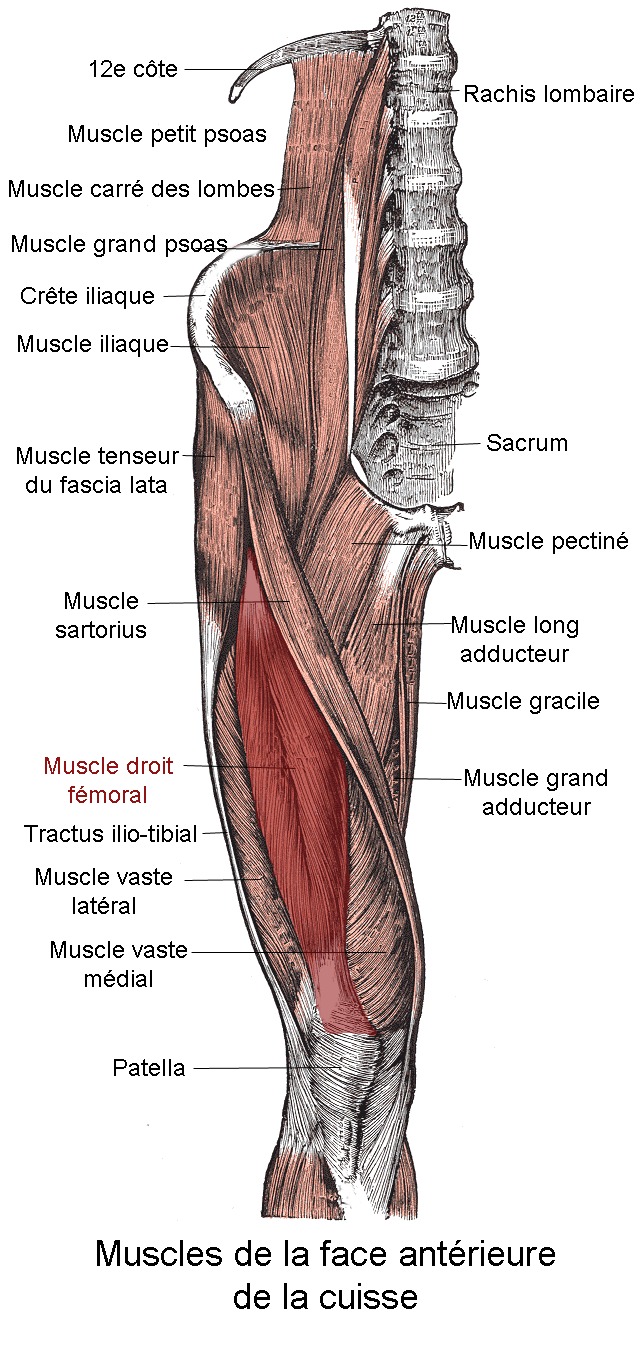
Le muscle droit antérieur dit aussi muscle droit fémoral, un muscle fléchisseur.

Les muscles fléchisseurs de la hanche permettent de lever la cuisse en avant, en la rapprochant du tronc (pour s'asseoir ou passer de la position allongée à la position assise par exemple). Ainsi, lorsqu'une personne s'assoit, il y a flexion de la cuisse. Ces muscles situés en avant du plan frontal sont : 
- le muscle psoas-iliaque,
- le muscle droit antérieur,
- le tenseur du fascia lata,
- le muscle couturier (sartorius)

### Le pied

Les muscles soléaires, fléchisseurs plantaires de la cheville, qui permettent de ramener l'arrière du pied vers le haut, donc d'abaisser les orteils ou d'élever le talon quand le pied est au sol.

Les muscles fléchisseurs du pied (en particulier les muscles du mollet) sont très sollicités par les sauts, toutes les impulsions et la marche en milieu accidenté ou en montagne. Ces muscles sont :
- les muscles soléaires (muscles fléchisseurs plantaires de la cheville, muscles de la marche et du saut) ;
- le muscle long fléchisseur de l'hallux ;
- le muscle fléchisseur commun des orteils ;
- le muscle court fléchisseur des orteils ;
- le muscle court fléchisseur du petit orteil ;
- le muscle lombrical du pied (fléchisseurs de la première phalange et extenseur des deux autres) ;
- les muscles interosseux plantaires ;
- les muscles interosseux dorsaux du pied.